# یما یاری
یما یاری (زاده: ۱۳۶۰ خورشیدی ، ولایت هرات) سیاستمدار افغان، و وزیر کنونی وزارت فوائد عامه افغانستان در دولت وحدت ملی به ریاست جمهوری محمد اشرف غنی است. وی در ۱۵ اسد۱۳۹۶ پس از محمود بلیغ به عنوان سرپرست وزارت فوائد عامه تعیین شد و ۱۳ قوس۱۳۹۶ توانست رای اعتماد پارلمان را کسب کند.

## زندگی‌نامه
یما یاری زاده متولد ۱۳۶۰ خورشیدی از ولایت هرات افغانستان است. وی مدرک لیسانس خود را در رشته مهندسی ساختمانی از دانشگاه برایتون کشور انگلستان و در سال ۲۰۱۰  توانست مدرک ماستری خود را از دانشگاه امپریال کالج لندن در رشته علوم مهندسی و اداره تجارت کسب کند.

### فعالیت‌ها
- ۲۰۰۶ - ۲۰۱۱: فعالیت در شرکت‌های واترمن گروپ ( Waterman Group)، کپیتا سایمندز( Capita Symonds) و کراس ریل (Crossraill).
- ۲۰۱۲: مشاور وزارت فوائد عامه.
- ۲۰۱۳: مشاور ارشد اداره مستقل خط آهن افغانستان در بخش تأسیسات و انکشافات.